# Dakota (périodique)
Pour les articles homonymes, voir Dakota.
Dakota est une revue de l'éditeur de petit format Aventures et Voyages qui a eu 64 numéros de novembre 1954 à février 1960 (+8 recueils en grand format. Les 5 premiers contiennent 6 numéros, les nos 6 et 7, 4 et le no 8 contient 4 numéros + le Panter Blak et 5 recueils en PF (nos 9 à 13) de 4 numéros chacun).
Ancêtre des petits formats de l'éditeur, il reprit les bandes paraissant dans l'hebdomadaire Mon Journal ainsi que celles de Petits Moineaux. À partir du no 56, il publia les aventures de Dorian (Marco Polo), titre qui le remplaça début 1960. Commençant au format 16 × 21 cm, il passa au traditionnel 13 × 18 cm au no 43 en même temps que sa pagination passait à 100 pages.
Les couvertures sont de Jean Cézard pour un tiers environ, Enzo Chiomenti en a dessiné plusieurs sur la fin.

## Insolites
- Il existe un numéro spécial unique du nom de Panter Blak qui devint plus tard Whipii! extrêmement rare contenant un récit complet de Chiomenti.
- À l'instar de la revue Rodéo, c'est au no 43 que Dakota passe en petit format (13 × 18 cm).
- Dans les premiers numéros de la revue, les BD occupent la deuxième, mais aussi la troisième et la quatrième de couverture.

## Les Séries
- 4 sans timonier (Salvatore Ruju et Perogatt) : nos 1 à 3
- Barry la foudre (Leopoldo Ortiz et Jose Ortiz) : nos 30 à 45
- Bill l'éclair (Michael Butterworth et Geoff Campion, Derek Eyles, Stephen Chapman etc.) : nos 1 à 23
- Cervelfondu (Leonardo Grimaudo et Perogatt, Albe) : nos 5 à 9
- Diable Rouge (Franco Baglioni et Franco Donatelli)
- Jim Minimum (Jean Cézard)
- Lash Larue
- Le Chevalier Vert : nos 15 à 19
- Le Condor du désert : nos 44 à 46
- Le secret de l'île aux perles (Harry Farrugia) nos 20 à 24
- Les aventures de Traquetout (Nino Capriati et Lorenzo Castellari) nos 10 et 11
- Marco Polo (Jean Ollivier et Enzo Chiomenti) : nos 56 à 63
- Musette : no 20
- Pistol Black : nos  37 et 39
- Professeur Pipe (Jean Cézard) : nos 12 à 22, 24 à 55
- Rex : nos 47 à 54
- Richard le Hardi (Michael Butterworth et Patrick Nicolle) : nos 1 à 4
- Rocky le trappeur (Pierre Castex et Saverio Micheloni) : nos à 63
- Silver Scout (Franco Donatelli) : nos 1 à 13
- Slim (Antonio Toldo) : nos 7 à 15
- Somba le rusé : no 50
- Tam-Tam et Riri (Nicola Del Principe) : no 49
- Tati (Antonio Toldo et Sergio Montipo) : nos 1 à 6
- Teddy
- Texas Rangers no 35
- Tony Shériff (Leonello Martini et Francesco Pescador) : nos 13 à 29
- Zéphyr (Enwer) : no 63